# 92-й мотострелковый полк
92-й мотострелковый Сестрорецкий Краснознамённый полк (сокр. 92 мсп, в/ч 31691) — тактическое формирование Сухопутных войск Российской Федерации. После 1991 года находился в составе 201-й мотострелковой дивизии, затем 201-й военной базы.
Полк дислоцировался в г. Душанбе республики Таджикистан.

## История
Ведёт историю от 92-го стрелкового полка 201-й стрелковой дивизии 2-го формирования, который был создан 1 июня 1943 года из пограничников, служивших на Карельском перешейке. В начале 1944 полк в составе 201-й стрелковой дивизии принял боевое крещение, ведя наступление на Гатчину. 14 января 1944 года бойцы начали бои в направлении Гатчины. Через 6 дней 92-й стрелковый полк вышел на железную дорогу Гатчина — Владимирская. На насыпи завязались бои в ходе которых старший лейтенант Михаил Яковлевич Миронов удостоился звания Героя Советского Союза.
В дальнейшем полк освобождал Гатчину, Лугу. Войну закончил в Курляндии.
В 1957 году 92-й горнострелковый полк 124-й горнострелковой дивизии переформирован в 92-й мотострелковый полк (в/ч 92752) 124-й мотострелковой дивизии.
В 1980 году полк был выведен из состава 201-й мотострелковой дивизии и в Афганской войне полк не участвовал. В период 1980—89 гг. находился в составе 134-й мотострелковой дивизии 17-го армейского корпуса, которая была сформирована на замену убывшей в Афганистан 201-й дивизии.
После распада СССР полк оказался на территории независимого Таджикистана, где в мае 1992 года разгорелась гражданская война. Военнослужащие 201-й дивизии, в которую входил 92-й мотострелковый полк, смогли пресечь все попытки захвата вооружения дивизии противоборствующими сторонами конфликта.
В 2010 году в ходе реформы Вооружённых сил полк был расформирован. Затем воссоздан на короткое время в 2014—2016 гг.

## Отличившиеся воины
- Миронов, Михаил Яковлевич